# Fort Tejon
Fort Tejon ist eine ehemalige Militärbasis der US Army in Kalifornien. Sie wurde 1854 gegründet und war nur für 10 Jahre genutzt. Das Fort liegt am Tejon-Pass, der Verbindung durch die Berge, die das Kalifornische Längstal mit der Küstenebene um Los Angeles verbindet. 
Aufgabe des Stützpunktes war es, weiße Siedler vor Angriffen durch Indianerstämme wie der Paiute und Mohave zu schützen. Sie sollten außerdem den friedlichen Stamm der Emigdiano überwachen. Dieser Stamm, der eng verwandt mit den Chumash von Santa Barbara war, hatte mehrere Dörfer in der Nähe von Fort Tejon und galt generell als kooperativ gegenüber den europäischen Siedlern und der Armee. Zu den Kuriositäten dieser Armeebasis gehört es, dass den Soldaten für eine kurze Zeit Kamele als Reittiere zur Verfügung standen. Sie erwiesen sich jedoch als nicht brauchbar.
1940 schenkte der Grundeigentümer rund 2 ha am ehemaligen Standort des Forts an den Bundesstaat Kalifornien, der Fort Tejon als State Historic Park auswies. Mehrere Adobe-Bauten und Hütten wurden seit 1947 rekonstruiert, das Museum zeigt heute sowohl rekonstruierte Räume und Werkstätten des Forts, als auch Dokumente und weitere Informationen über den Betrieb des Forts und seine Zeit. Zum Park gehört auch ein Freigelände. Am 6. Mai 1971 wurde Fort Tejon als Historic District in das National Register of Historic Places aufgenommen.
Das Fort-Tejon-Erdbeben 1857 ist nach diesem Lager benannt. Das Epizentrum befand sich allerdings nicht am Tejon-Pass, sondern in der Nähe von Parkfield. Namensgebend wurde das Fort, weil die Bewohner des Lagers zu den wenigen gehörten, die in dem damals noch dünn besiedelten Kalifornien über dieses Beben verlässlich berichteten.

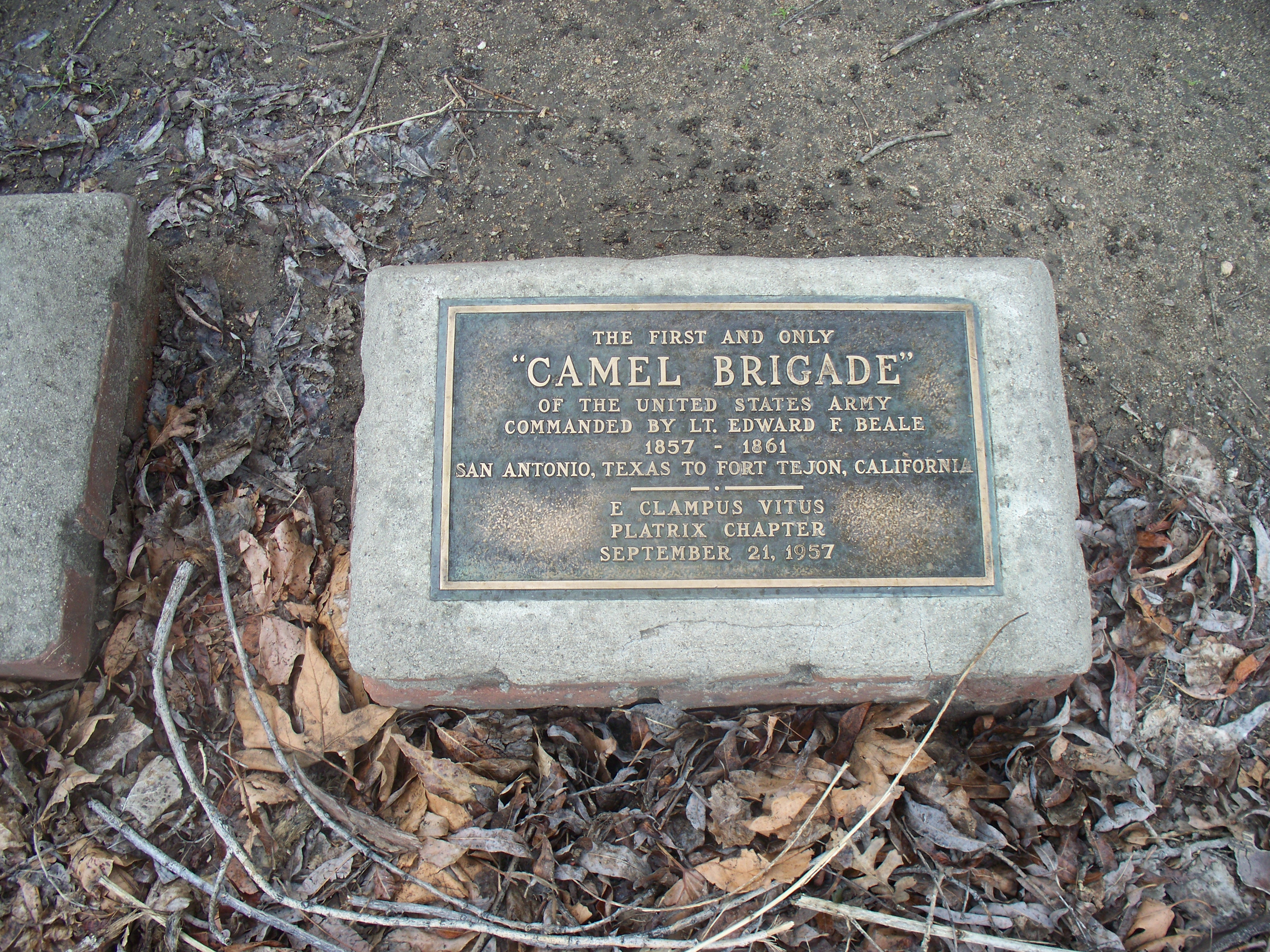
Die Gedenktafel erinnert an die einzige Kamelbrigade der US-Army.